# ETCS Level 2 ohne Signale

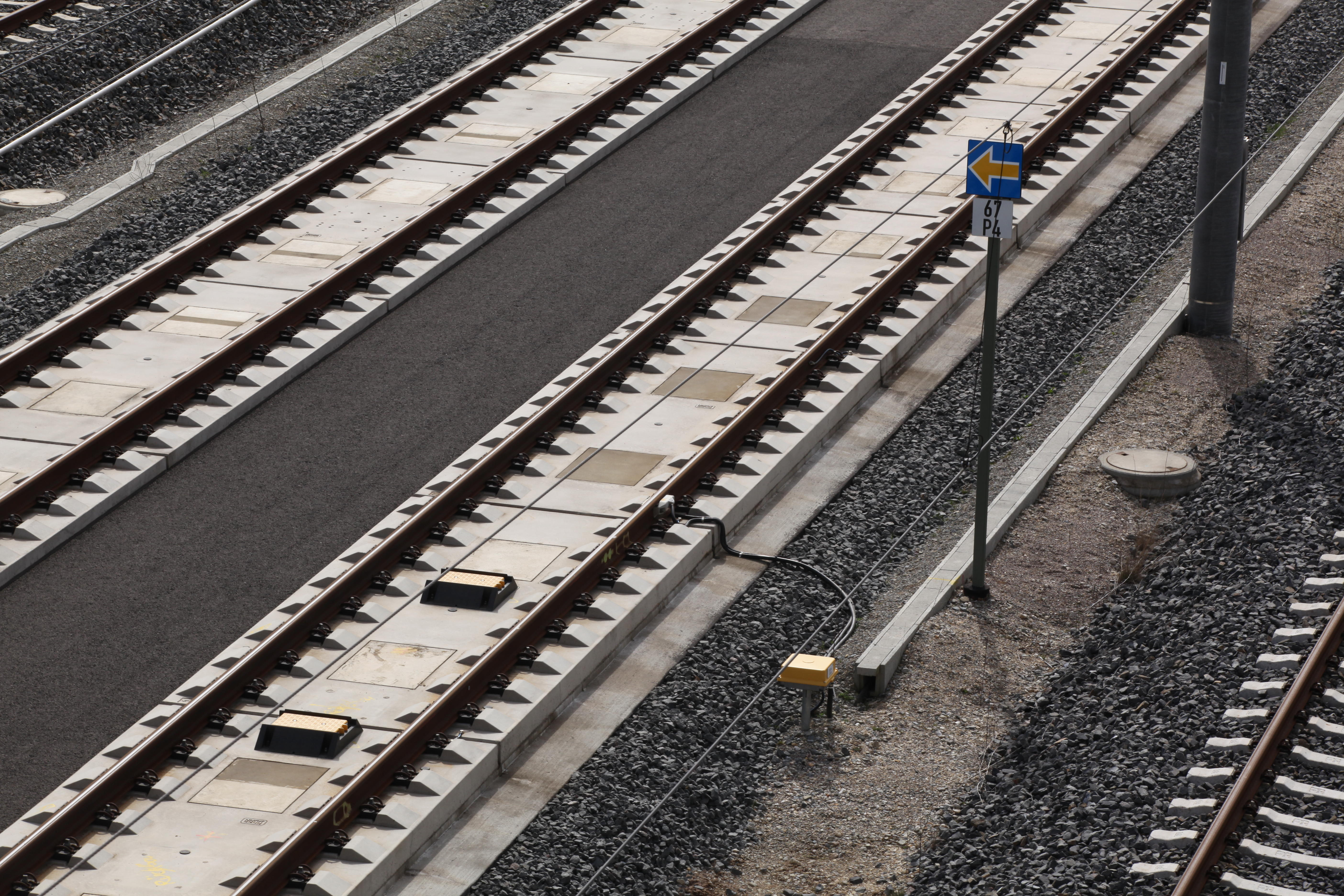
ETCS-Halttafel bei ETCS Level 2 ohne Signale anstelle eines Lichtausfahrsignals

ETCS Level 2 ohne Signale (in Deutschland abgekürzt mit ETCS L2oS) ist eine Betriebsweise für Eisenbahnstrecken mit dem European Train Control System (ETCS). Auf die sonst übliche Ausrüstung der Strecke mit ortsfesten Eisenbahnsignalen wird hierbei weitgehend verzichtet. Zugfahrten erfolgen stattdessen ausschließlich anzeigegeführt anhand des Driver Machine Interface. Die Signalisierung entlang einer L2oS-Strecke beschränkt sich auf ETCS-Halttafeln und Blockkennzeichen sowie einige in der Rückfallebene erforderliche Signaltafeln.
Der Verzicht auf die ortsfeste Signalisierung hat den Wegfall wartungsbedürftiger Anlagen entlang der Strecke zum Ziel. Ebenfalls entfallen einige durch die ortsfeste Signalisierung bedingte Einschränkungen der Streckenleistungsfähigkeit (zum Beispiel Fahrstraßenausschlüsse aufgrund langer Durchrutschwege). Dem gegenüber steht allerdings auch der Wegfall einer möglichen Rückfallebene: Mit ortsfester Signalisierung könnte auch bei Ausfall des ETCS der Bahnbetrieb mit hoher Restleistungsfähigkeit aufrechterhalten werden. Internationale Erfahrungen mit ETCS L2oS gehen allerdings in die Richtung, dass die Gesamtverfügbarkeit einer Bahnstrecke ansteigt, wenn die ortsfeste Signalisierung abgebaut wird. Der Grund dafür ist, dass viele Störungen einer Bahninfrastruktur ihre Ursache in der ortsfesten Signalisierung und insbesondere in den Lichtsignalen haben.

## Besondere Probleme von L2oS-Strecken
Der Verzicht auf Signale erfordert Lösungen für einige Problemstellungen, die auf Strecken mit Signalen nicht auftreten.

### Zufahrtsicherung
Der Einsatz von Triebfahrzeugen ohne ETCS-Fahrzeugausrüstung ist auf einer L2oS-Strecke mangels Zugbeeinflussung nicht möglich. Daher muss die Einfahrt solcher Fahrzeuge in einen L2oS-Bereich verhindert werden. 

### Start einer Zugfahrt
Bei beginnenden Zugfahrten kann es dazu kommen, dass die Position des Zuges der ETCS-Zentrale zunächst nicht oder nicht hinreichend sicher bekannt ist, so dass eine anzeigegeführte Fahrt nicht sofort möglich ist. Auf einer Strecke mit Signalen könnte der Zug zunächst signalgeführt fahren, bis er zweifelsfrei geortet werden kann. Auf einer L2oS-Strecke erfordert der Start einer Zugfahrt ohne sicher bekannte Position hingegen relativ aufwändige fahrdienstliche Ersatzmaßnahmen. Man versucht das Auftreten solcher Fälle durch die Einrichtung von Trusted Areas zu minimieren.
Da ETCS Level 2 auf einer L2oS-Strecke das einzige zulässige Zugbeeinflussungssystem ist, muss auch verhindert werden, dass innerhalb des L2oS-Bereichs versehentlich oder durch Störungen bedingt zu einem anderen Zugbeeinflussungssystem gewechselt wird. Die Liste der für das Fahrzeuggerät zulässigen Levelwechsel wird deshalb bei der Einfahrt in eine L2oS-Strecke eingekürzt, so dass nur noch Level 2 zulässig ist. Erst bei der Ausfahrt aus der L2oS-Strecke werden Wechsel zum nationalen Zugbeeinflussungssystem oder anderen ETCS-Levels wieder zugelassen. Für den Fall, dass die Liste der zulässigen Levelwechsel aufgrund einer Fahrzeugstörung auf Standardwerte zurückgesetzt wurde und ein Fahrzeug die Strecke deshalb versehentlich nicht in Level 2 befährt, kommandieren die Ortungsbalisen der Strecke einen sofortigen Wechsel nach Level 2.

### Stellwerk
Das Stellwerk muss zur Steuerung von Signalen befähigt sein, die nur noch virtuell und nicht mehr real an der Strecke vorhanden sind. Die althergebrachten Grundsätze zur Ansteuerung ortsfester Signale sind oft tief in der Stellwerkslogik verankert. Zum Beispiel wird bei ortsfesten Signalen das physische Aufleuchten der Signalbegriffe technisch überwacht. Dies ist auf L2oS-Strecken nicht mehr möglich, und das Stellwerk darf unter diesen Umständen nicht von einem Störzustand ausgehen.

### Flankenschutz
Durch den Wegfall der Lichtsignale sind einige der sonst üblichen Flankenschutz-Grundsätze (Lichtschutz, doppelter Lichtschutz) auf L2oS-Strecken nicht anwendbar und müssen durch andere Maßnahmen ersetzt werden. Ersatzweise kann die ETCS-Zentrale dem Stellwerk Flankenschutz gewähren, sofern die relevanten Gleisabschnitte mit Fahrzeugen unter ETCS-Führung belegt sind. Die Position dieser Fahrzeuge ist hinreichend genau bekannt, und ihr Vordringen bis zum Gefahrpunkt kann zuverlässig verhindert werden. Nicht von der ETCS-Zentrale geführte Fahrzeuge (zum Beispiel abgestellte Wagengruppen, Triebfahrzeuge in Betriebsart Shunting sowie bestimmte Fahrten in Betriebsart Staff Responsible) können hingegen problematisch sein. Da die ETCS-Zentrale keine Einflussmöglichkeit auf diese Fahrzeuge hat, kann sie keinen Flankenschutz für andere Fahrstraßen zusichern, wenn diese Fahrzeuge Gleisabschnitte belegen, die für den Flankenschutz erforderlich sind. Der mögliche Zusammenbruch eines bestehenden Flankenschutzes, wenn Fahrzeuge sich durch Wechsel ihrer ETCS-Betriebsart der Überwachung durch die ETCS-Zentrale entziehen, ist einer der Gründe warum das betriebsdienstliche Regelwerk einen manuellen Wechsel der ETCS-Betriebsart nur nach Absprache zwischen Triebfahrzeugführer und Fahrdienstleiter zulässt.

### Rangieren
Mit Stand Ende des Jahres 2022 gab es in der ETCS-Spezifikation keine Möglichkeit, unter Anzeigeführung zu rangieren. Die Bildschirmdarstellung in der Betriebsart Shunting liefert keinen Hinweis auf die Lage des Zielpunkts einer Rangierfahrstraße. Damit fehlt auf echten L2oS-Bahnhöfen, die keine Rangiersignale als Lichtsignale mehr haben, ein Anhaltspunkt, wie weit gefahren werden darf. In Bahnhöfen, in denen häufig rangiert wird, ist daher bis auf weiteres oftmals noch eine Ausrüstung mit entsprechenden Signalen (in Deutschland Lichtsperrsignale) erforderlich. Mitunter können bisherige Rangierfahrten auch als Zugfahrten unter Anzeigeführung erfolgen, beispielsweise Bereitstellungs- und Abstellfahrten. Weitere mögliche Lösungsansätze wären die künftige Nutzung der mit ETCS Baseline 4 eingeführten Betriebsart Supervised Manoeuvre für Rangieren unter Anzeigeführung oder die Aufweichung der bisherigen fahrdienstlichen Unterscheidung zwischen Rangierfahrten und Zugfahrten, damit auch Rangierfahrten weitestmöglich unter Nutzung der bisher den Zugfahrten vorbehaltenen ETCS-Betriebsarten erfolgen könnten.